# Coppa del Re 1915
La Copa del Rey 1915 fu la quindicesima edizione della Coppa del Re. Il torneo ebbe inizio il 15 aprile e si concluse il 2 maggio del 1915. La finale si svolse all'Estadio de Amute di Irun dove l'Athletic Bilbao vinse per la sesta volta questa manifestazione.

## Partecipanti
- Paesi Baschi:  Athletic Bilbao
- Castiglia:  Gimnástica, vicecampione[1]
- Galizia:  Vigo Sporting
- Catalogna:  Espanyol

## Semifinali
| Madrid 11 aprile 1915 | Gimnástica | 2 – 3 | Espanyol |  |

| Barcellona 15 aprile 1915 | Espanyol | 3 – 0 | Gimnástica |  |

| Vigo 18 aprile 1915 | Vigo Sporting | 0 – 0 | Athletic Bilbao |  |

| Bilbao 25 aprile 1915 | Athletic Bilbao | 5 – 1 | Vigo Sporting |  |

## Finale
| Arbitro: | Walter Hermann |

|                                                        |           |  |
| Pichichi 4’ (rig.), 43’ Zubizarreta 60’ 70’ Germán 69’ | Marcatori |  |